# Enosis Neon Paralimni
El Enosis Neon Paralimni (en griego: Ένωση Νέων Παραλιμνίου, Enosi Neon Paralimniou, "Youth Union of Paralimni") es un club de fútbol de Chipre de la ciudad de Paralimni, Famagusta. Fue fundado en 1936 luego de la fusión de dos equipos de la ciudad: Heracles y People’s Love. Juega en la Primera División de Chipre en el Estadio Municipal de Paralimni "Tasos Marcou".

## Palmarés

### Fútbol
- Segunda División: 3

1969, 2015, 2018

## Participaciones en competiciones UEFA
| Temporada | Torneo          | Ronda             | Club                 | Casa | Visita | Global |
| --------- | --------------- | ----------------- | -------------------- | ---- | ------ | ------ |
| 1975–76   | Copa de la UEFA | 1ª Clasificatoria | MSV Duisburgo        | 2–3  | 7–1    | 3–10   |
| 1976–77   | Copa de la UEFA | 1ª Clasificatoria | 1. FC Kaiserslautern | 1–3  | 8–0    | 1–11   |
| 1981-82   | Recopa          | 1ª Clasificatoria | Vasas SC             | 1–0  | 8–0    | 1–8    |
| 1983-84   | Recopa          | 1ª Clasificatoria | KSK Beveren          | 2–4  | 3–1    | 3–7    |
| 2002      | Intertoto       | 1ª Clasificatoria | SC Bregenz           | 0–2  | 3–1    | 1–5    |